# Buque de desembarco de tanques

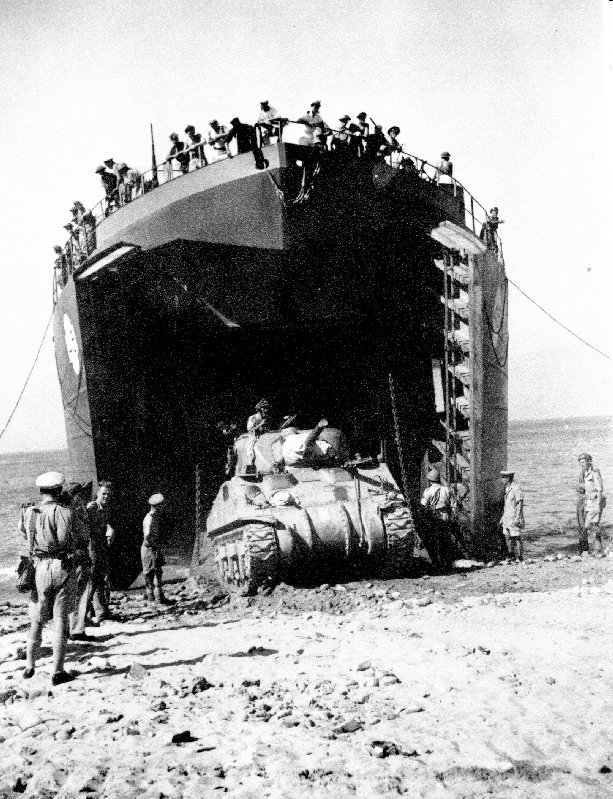
Un LST canadiense descarga un M4 Sherman durante la invasión aliada de Sicilia en 1943.

Landing Ship, Tank (LST) (buque de desembarco de tanques en español), es la designación naval para los buques creados durante la Segunda Guerra Mundial para apoyar las operaciones anfibias con vehículos que transportaban y cargaban tropas de desembarco directamente a una orilla o cabeza de playa.
Los primeros buques de desembarco de tanques fueron construidos según los requerimientos británicos mediante la conversión de los buques existentes, a continuación, los británicos y los estadounidenses colaboraron en un diseño conjunto. Más de 1000 LST fueron construidos en los Estados Unidos durante la Segunda Guerra Mundial para ser utilizado por los aliados. Ochenta más fueron construidos en el Reino Unido y Canadá.
Para informarse de los buques de asalto anfibios que están operativos, en construcción, hundidos o retirados ir al Anexo:Buques de asalto anfibio por países.

## Desarrollos posteriores

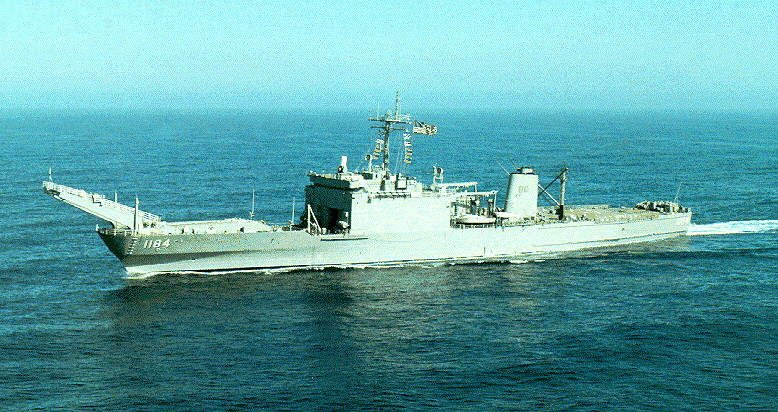
El en alta mar. Hoy en día la clase Newport puede desembarcar vehículos anfibios a través de una rampa.

La puesta en servicio de la clase Newport en 1969 marcó la introducción de un concepto totalmente nuevo en el diseño de los LST. Fue el primero de una nueva clase de 20 buques capaces de avanzar a una velocidad sostenida de 20  nudos (37  km/h). Para obtener esa velocidad, las tradicionales puertas de proa del LST fueron reemplazadas por un arco apuntado. La descarga se lleva a cabo mediante el uso de una rampa de 112 pies (34 m), operada por la proa y el apoyo de la torre de perforación individuales. Otra rampa permite la descarga de tanques LVTs directamente al agua o la descarga de otros vehículos y lanchas de desembarco (LCU) en un dique seco interior o al agua. Permite colaborar con escuadrones de anfibios de alta velocidad como los LHA, los LPD y los EDL. La clase Newport puede transportar carros de combate, otros vehículos pesados y equipo de ingeniería que no pueden ser fácilmente llevados en helicópteros o lanchas de desembarco. Esta clase de LST ha sido retirado de la Marina de los EE. UU., en la Armada de España, Chile y Malasia pero sirve en las armadas de Brasil, Marruecos, México, Taiwán, en una forma modificada, Australia y Perú. La Armada de la India todavía mantiene una flota de estos LSTs.